# Edward Fenech Adami
Edward Fenech Adami GCIH • GColIH (Birkirkara, 7 de Fevereiro de 1934) é um político maltês, foi presidente de seu país, de 4 de agosto de 2004 até 4 de agosto de 2009 e primeiro-ministro, de 1987 até 1996 e 1998 até 2004.
A 9 de Novembro de 1994 foi agraciado com a Grã-Cruz da Ordem do Infante D. Henrique de Portugal, tendo sido elevado a Grande-Colar da mesma Ordem a 11 de Dezembro de 2008, no mesmo dia em que sua mulher Mary Fenech Adami foi agraciada com a Grã-Cruz da Ordem do Mérito.